# (37149) 2000 VX52
2000 VX52 (asteroide 37149) é um asteroide da cintura principal. Possui uma excentricidade de 0.07562680 e uma inclinação de 5.67918º.
Este asteroide foi descoberto no dia 3 de novembro de 2000 por LINEAR em Socorro.